# Ruisseau de Ladouch
Le ruisseau de Ladouch, ou ruisseau de Journiac, ou le Doux, est un ruisseau français du département de la Dordogne, affluent rive droite de la Vézère et sous-affluent de  la Dordogne.

## Géographie

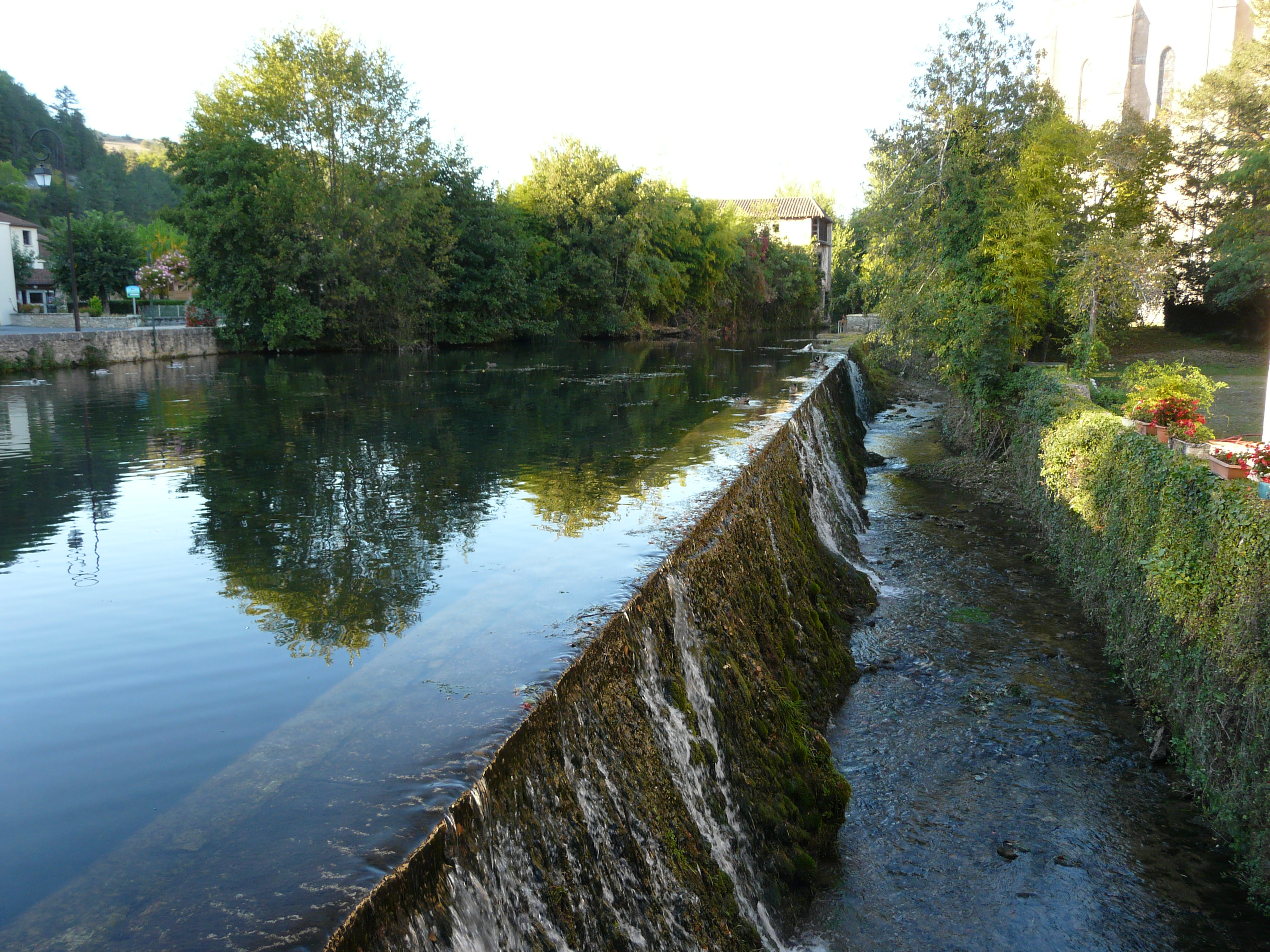
La retenue du ruisseau de Ladouch au Bugue.

Le ruisseau de Ladouch prend naissance en Dordogne, vers 170 mètres d'altitude, sur la commune de Journiac, au sud du lieu-dit le Buisson.
Il borde le village de Journiac puis traverse la partie nord de la ville du Bugue, où il se jette dans la Vézère en rive droite, à moins de 60 mètres d'altitude, en aval du pont sur la Vézère.
Sa vallée est un lieu de passage emprunté par le réseau départemental routier (RD 42 sur les deux premiers kilomètres en amont puis RD 710).
Sa longueur est de 9,2 km.

### Affluents
Le ruisseau de Ladouch n'a que deux affluents répertoriés par le Sandre, le plus long avec 3,7 km étant situé en rive gauche.

### Département et communes traversés
À l'intérieur du département de la Dordogne, le ruisseau de Ladouch n'arrose que deux communes, soit d'amont vers l'aval :
- Journiac (source)
- Le Bugue (confluent)

## Hydrologie

### Risque inondation
Un plan de prévention du risque inondation (PPRI) a été approuvé en 2000 pour la Vézère au Bugue, affectant ses rives  ainsi que la partie aval du ruisseau de Ladouch sur ses 250 derniers mètres,.

## Monuments ou sites remarquables à proximité
La grotte de Bara-Bahau au Bugue, témoignage du Paléolithique supérieur, site archéologique classé au titre des monuments historiques.

## Galerie de photos

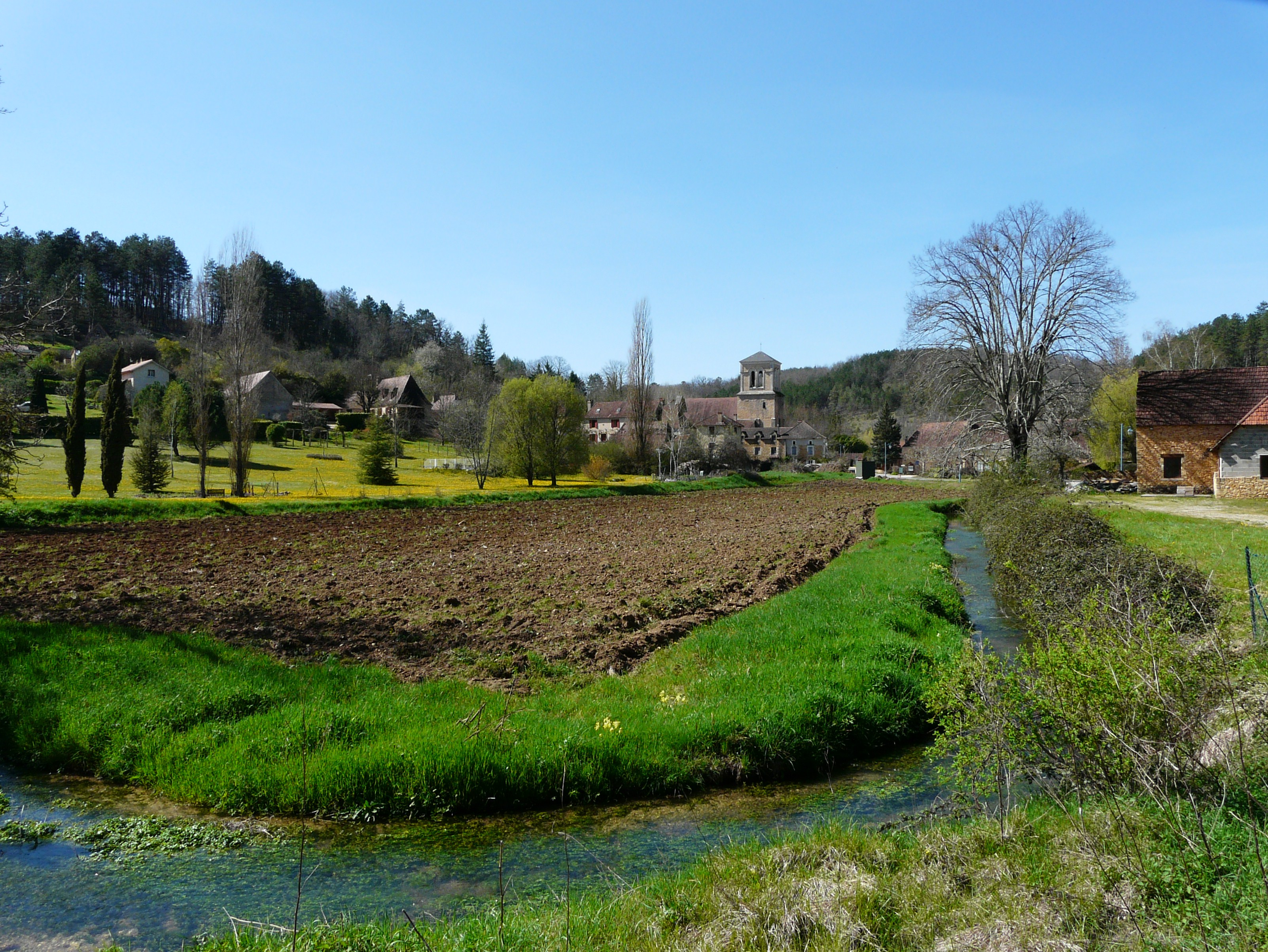
En aval du village de Journiac.
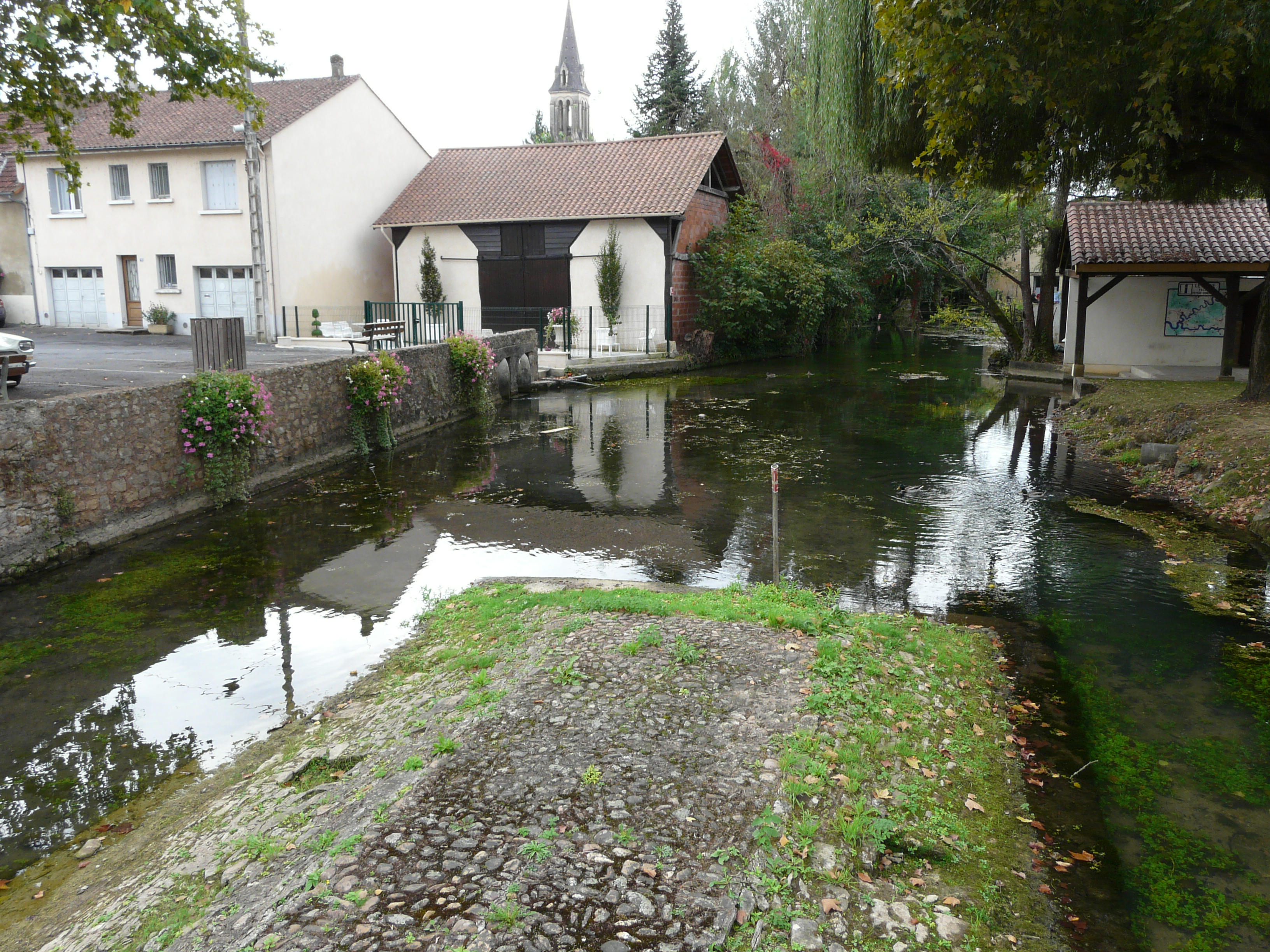
Au niveau de la RD 710, au Bugue.
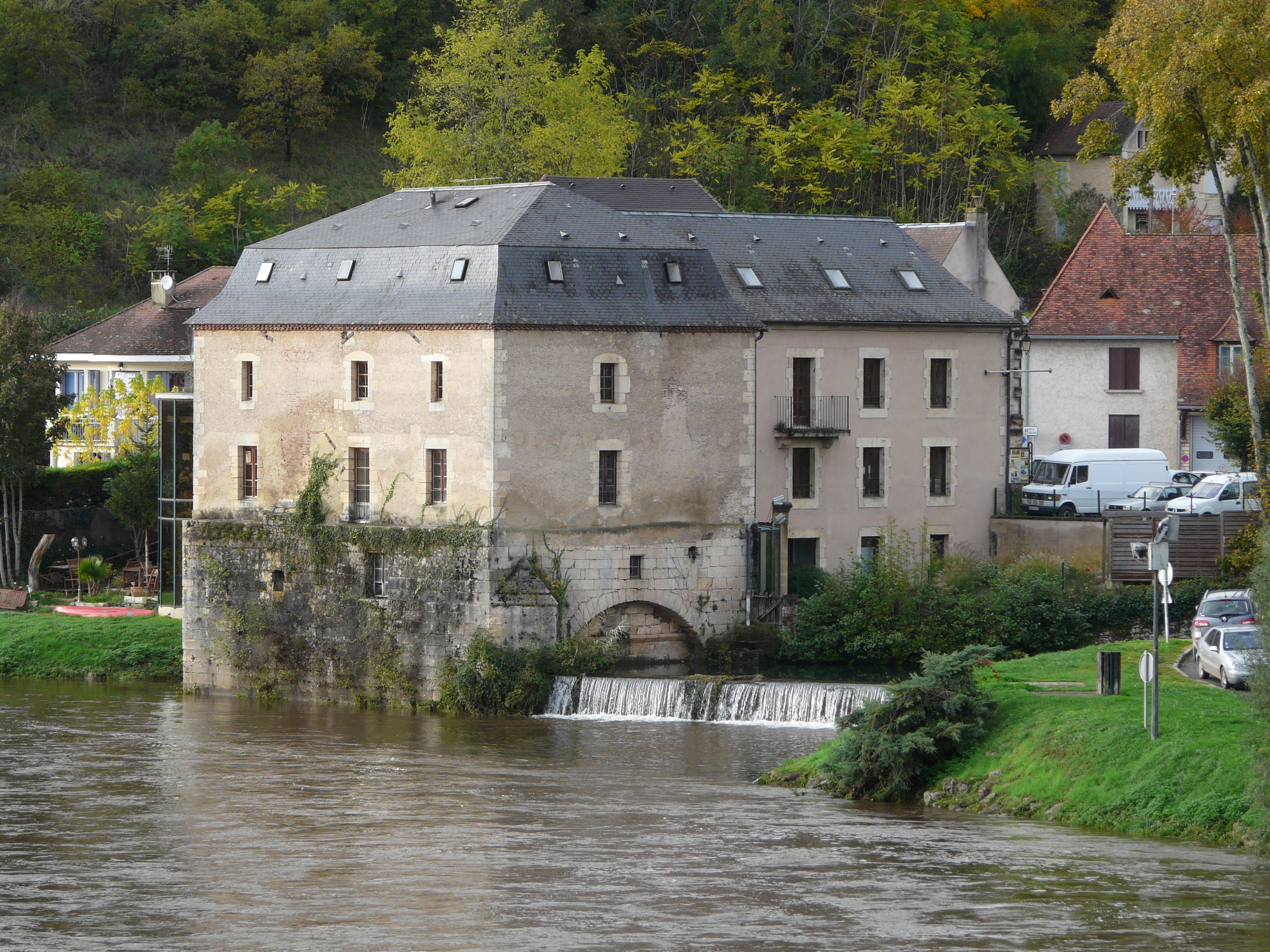
Le confluent du ruisseau de Ladouch et de la Vézère.